# Michal Spisak
Michal Spisak (14. september 1914 i Dabrowa, Górnicza, Polen - 29. januar 1965 i Paris, Frankrig) var en polsk komponist. 
Spisak studerede komposition på Musikkonservatoriet i Warsawa (1935) hos Kazimierz Sikorski, og tog dernæst til Frankrig, hvor han studerede hos Nadia Boulanger (1937) og levede som freelance komponist til sin død.
Han er nok mest kendt for sine 2 Symfoni Koncertanter, men har også skrevet orkesterværker, kammermusik og instrumentalværker.

## Udvalgte værker
- Symfoni Koncertante nr. 1 (1947) - for orkester
- Symfoni Koncertante nr. 2 (1956) - for orkester